# Fata Morgana (Efteling)
Fata Morgana ist ein Dark Ride im niederländischen Freizeitpark Efteling mit Thema 1001 Nacht. Die Eröffnung fand nach mehrjähriger Planungsphase am 27. März 1986 statt. Als Transportsystem kommt eine Gondoletta-Anlage mit 14 Booten für je 16 bis 20 Personen von Intamin zum Einsatz.
Die Fassade der Attraktion ist einem orientalischen Palast mit türkisen und goldenen Kuppeldächern nachempfunden. Der Eingang erfolgt unter einem 25 Meter hohen Turm der als Blickfang dient.

## Geschichte
Entworfen wurde die Fahrt von Ton van de Ven, der sich auch an Entwürfen seines Vorgängers Anton Pieck orientierte. Pieck hatte in den 1950er Jahren Reisen nach Marokko unternommen und von dort Inspirationen für orientalische Thematisierung mitgebracht. Auch einige der Märchen in Eftelings Sprookjesbos (Märchenwald) wurden nach diesen Ideen gestaltet. Als Inspiration diente auch die 1967 im Disneyland eröffnete Fahrt Pirates of the Caribbean. Zwar ist das Thema dort mit Piraterie ein anderes, aber einige der Motive und die Wiedergabe bestimmter Klischees zum jeweiligen Thema ähneln sich. Ruud Bos komponierte eigens für die Themenfahrt fünf Musikstücke: The Harbour (Der Hafen), Eastern Jails (Gefängnisse des Ostens), Harem, Jungle (Dschungel) und Market Place (Marktplatz). Der Soundtrack ist im Park auf CD erhältlich.
Ursprünglich war die Eröffnung von Fata Morgana bereits für 1984 geplant, die Vorbereitungen erwiesen sich aber als aufwendiger als vorhergesehen, wodurch erst in diesem Jahr mit den Bauarbeiten begonnen werden konnte. Ein früher Entwurf sah vor die bestehende Bootsfahrt Gondoletta umzugestalten, dies wurde aber zugunsten eines eigenständigen Projektes verworfen.
Ebenso wurde die Idee ein konkretes Märchen aus dem Fundus von 1001 Nacht zu erzählen nicht umgesetzt. Es wurde stattdessen eine eigene Geschichte erfunden. Die Ankündigung der Neuheit erfolgte 1985 unter dem Namen Fata Medina – De Verboden Stad (deutsch: „Die verbotene Stadt“). Da man befürchtete religiöse Gefühle von Muslimen zu verletzen – Medina gilt als zweitwichtigste heilige Stadt des Islam – änderte man den Namen jedoch in den heutigen.
Mit einer Investitionssumme von etwa 15 Millionen Gulden war es das bis zu diesem Zeitpunkt kostspieligste Projekt des Freizeitparks. 

## Technik

Schematische Darstellung der Figurensteuerung

Die Boote fahren, gezogen von einem umlaufenden Seil, in einem 285 Meter langen Kanal mit 1,2 Meter Wassertiefe und 2500 m³ Wasserinhalt. Das Seil und die Umlenkrollen laufen dabei unter Wasser und sind so kaum sichtbar. Die Abstände der Boote und die Gestaltung sind so gewählt, dass während der Fahrt kein weiteres Boot zu sehen ist und so der Eindruck erweckt wird, allein auf der Reise zu sein. Die Fahrt dauert etwa acht Minuten, Pro Stunde können bis zu 1800 Personen befördert werden. Der Ein- und Ausstieg erfolgt über eine Drehscheibe, die sich synchron zu den Booten bewegt. Durch den Seilzug und die Umlenkrollen sind, anders als bei Transportsystemen mit Strömungsantrieb, auch enge Kurven und Wenden möglich.
Die 130 in Fata Morgana eingesetzten Animatronics sind nicht computergesteuert, sondern rein mechanisch, ähnlich den Figuren des Franzosen Jacques de Vaucanson, die dieser im 18. Jahrhundert konstruierte. In dem selbst entwickelten System drehen sich pro Figur mehrere Scheiben mit ca. 70 cm Durchmesser auf einer Achse. Verschiedene Einbuchtungen auf dem Rand der Scheiben übertragen Bewegungen auf Bowdenzüge, welche zu den beweglichen Gliedern der Puppen geleitet werden. Es werden so relativ natürliche und fließende Bewegungsabläufe erreicht. Die Steuerung für die künstlichen Menschen und Tiere ist im Untergeschoss der Anlage, etwa zwei Meter unterhalb der Fahrstrecke, angebracht.
Für die Tonwiedergabe über die 150 Lautsprecher kamen zunächst 26 Revox Tonbandgeräte zum Einsatz. Im Rahmen der Modernisierung der Technik wurden diese mittlerweile durch Systeme mit digitaler Tonspeicherung auf EPROMs ersetzt. Durch den Wegfall mechanischer Komponenten wurde die Tontechnik so deutlich wartungsfreundlicher.
Für die Beleuchtung kommen innen 720 Scheinwerfer zum Einsatz. Bei Öffnung des Parks bei Dunkelheit, zum Beispiel beim Winterefteling, wird das Gebäude auch von außen farbig angestrahlt.

## Fahrtbeschreibung

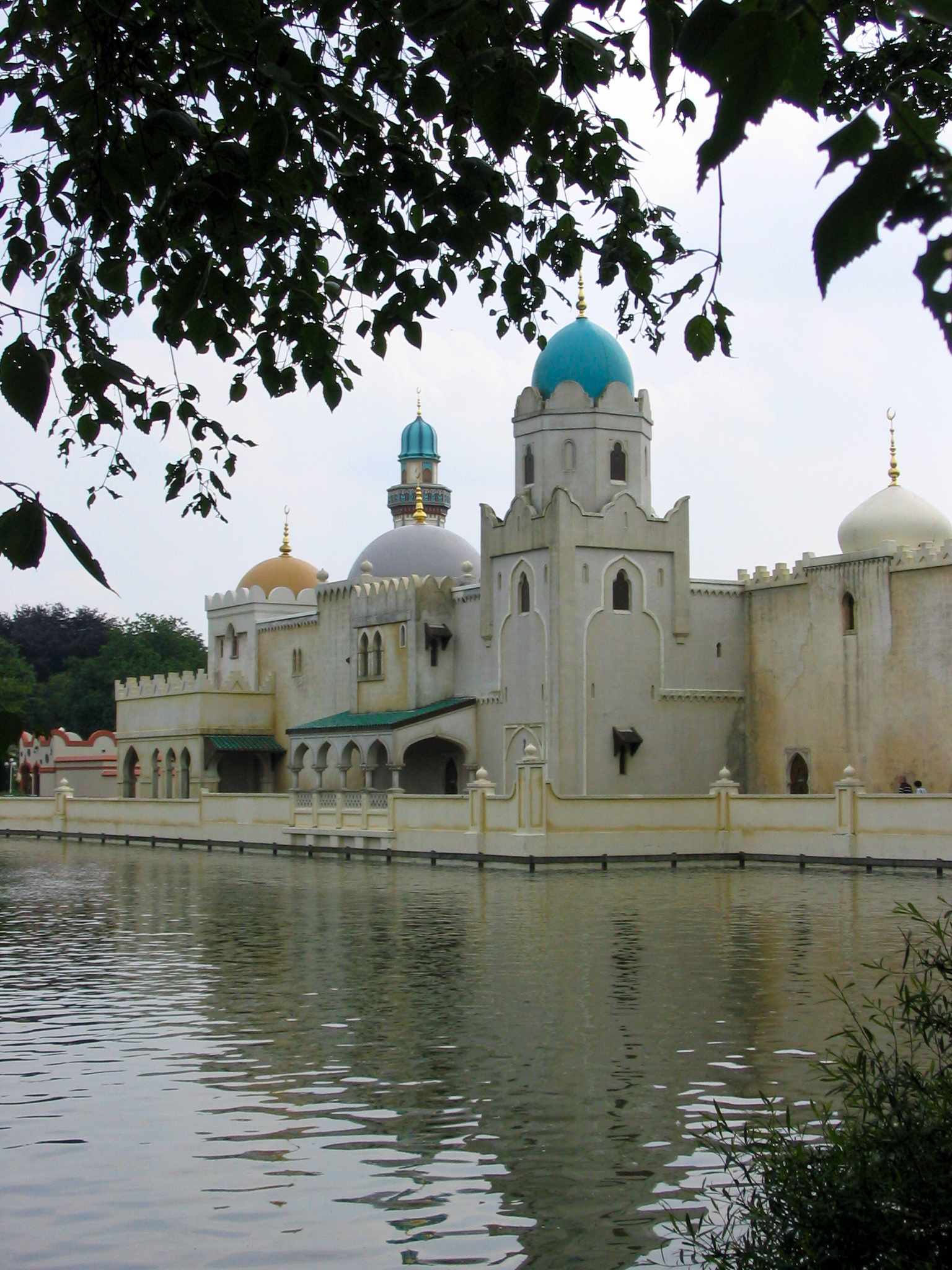
Außenansicht von Fata Morgana

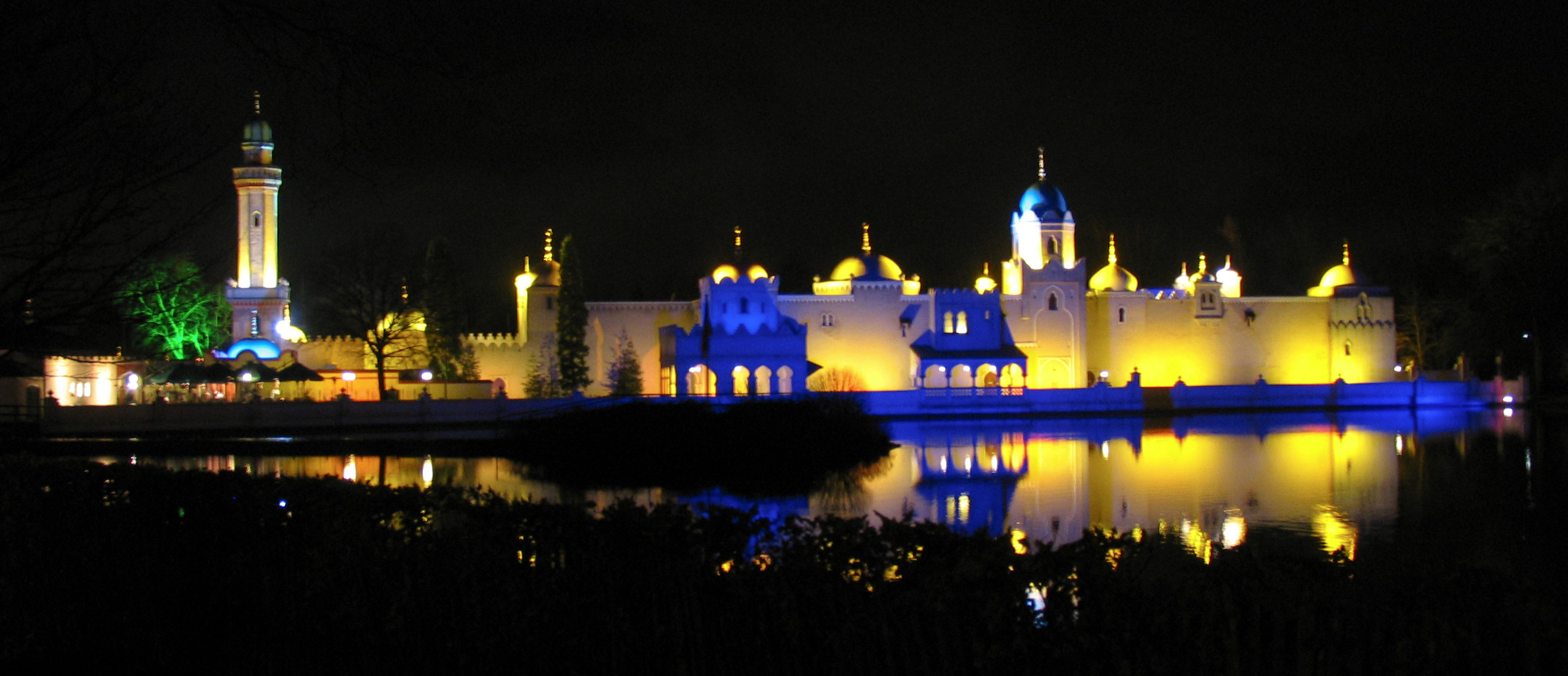
Außenansicht von Fata Morgana bei Nacht

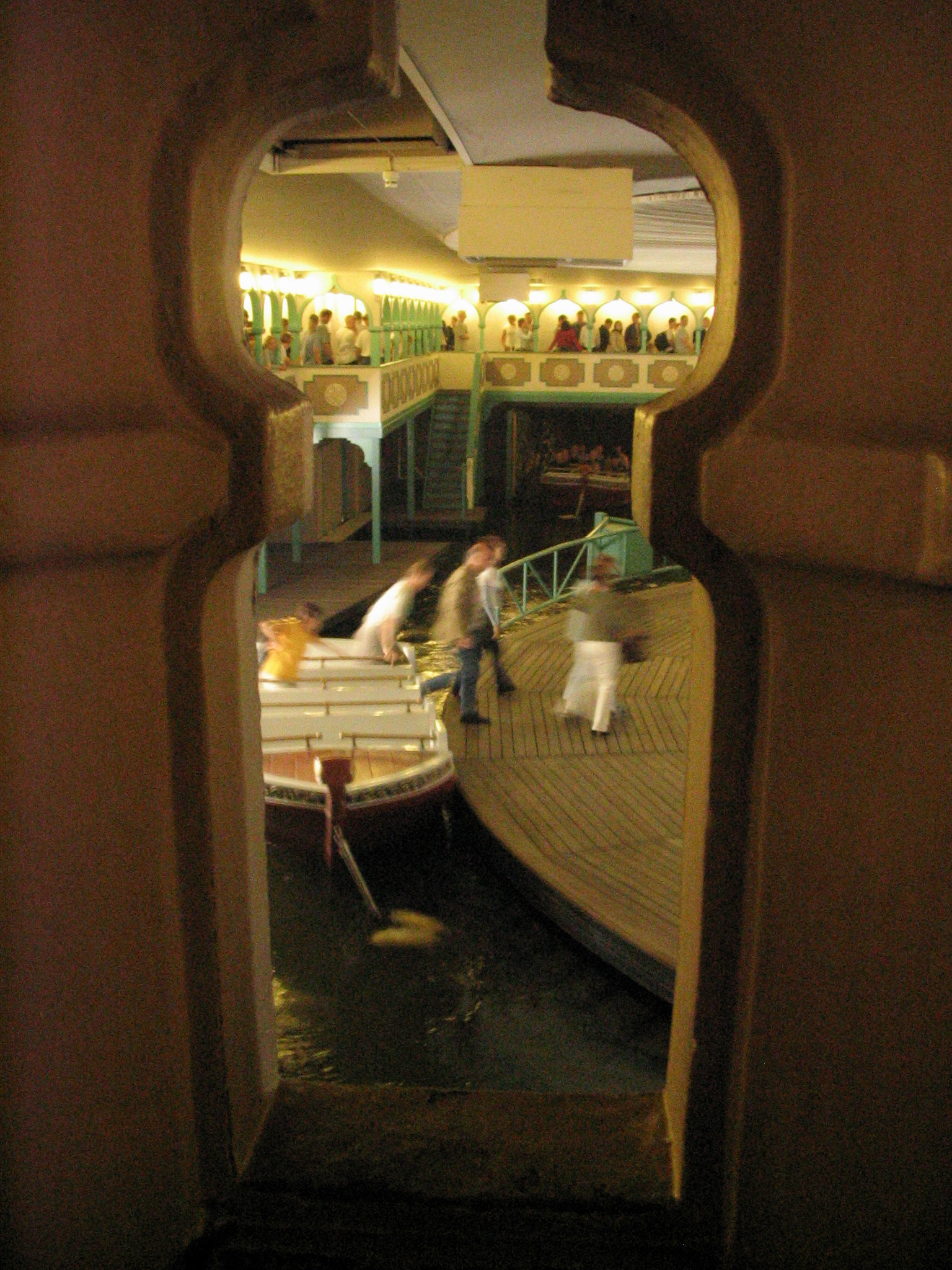
Die Station von Fata Morgana

Nachdem der Eingang unter dem Turm durchschritten ist, befindet sich der Besucher im größten Raum vom Fata Morgana, der Station. Die Warteschlange wird in einer mit Bögen geschmückten Galerie in einigen Metern Höhe um den eigentlichen Einstieg herumgeführt. Dem Besucher bietet sich so ein guter Blick auf die ankommenden und abfahrenden Boote, gleichzeitig wird er mit dem Musikstück Harem von Ruud Bos auf das orientalische Thema eingestimmt. In der Mitte der Station über der rotierenden Einstiegsplattform findet sich der Kontrollraum, von dem aus die Fahrt überwacht und gesteuert wird.
Zum Verlassen der Station öffnet sich ein Samtvorhang und das Boot fährt in einen Dschungel, scheinbar in der Ferne ist die Silhouette einer orientalischen Stadt in der Abenddämmerung zu sehen. Nach einer Wende steht auf einem Felsen in einer Nische ein Magier mit langem Bart, prachtvollem Turban und Zauberstab in der Hand. Er deutet mit dem Zauberstab auf ein großes Tor, ein Laserstrahl leuchtet auf das Schloss und das Tor öffnet sich um das Boot hindurch zu lassen. Hinter dem Tor fährt das Boot vorbei an Szenen, die an einen ärmlichen Stadtteil einer arabischen Stadt erinnern sollen. Viele Fensterläden sind geschlossen, ein Hund sitzt bellend auf der Straße, ein Mann versucht seinen Esel auf eine wackelige Brücke zu schieben.

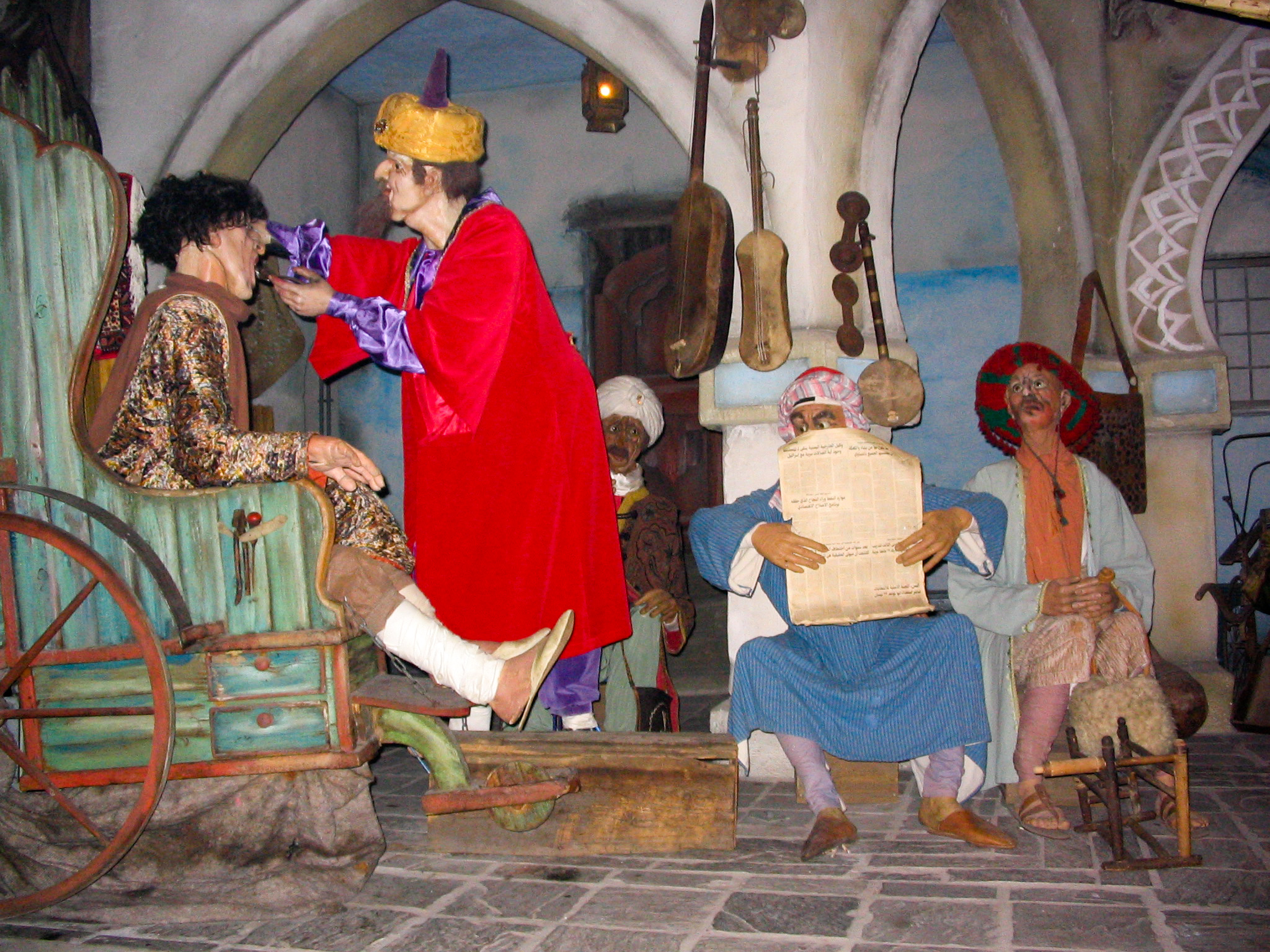
Der Barbier zieht Zähne, Szene auf dem Markt

Im Anschluss fährt das Boot vorbei an einem geschäftigen orientalischen Markt. Händler bieten ihre teilweise hoch aufgestapelten Waren feil, ein Korbmacher scheint den Vorbeifahrenden nachzublicken, Menschen warten, um sich beim Barbier auf der Straße die Zähne ziehen zu lassen. Nach Durchfahren eines Portals folgt eine weitere Marktszene, ein Flötenspieler lockt mit der Flöte eine Kobra aus einem Korb, ein Mann sitzt auf einem Teppich der sich in die Luft erhebt. Am Ende der Marktes warnen einige Figuren, nicht weiter zu fahren. Sie rufen: „Fahrt nicht weiter, Lebensgefahr!“ Das Boot fährt nun in einen düsteren, vernebelten Tunnel, an den Seiten tauchen Krokodile aus dem Wasser auf.
Nach dem Tunnel scheint das Boot nun vor einer maurischen Festung angekommen zu sein. Beim Durchfahren stoppt ein Fallgatter nur knapp über den Köpfen der Passagiere. Schwere Tore schließen sich hinter dem Boot. Von oben wird auf das Boot geschossen, links und rechts scheinen Gewehrkugeln spritzend in das Wasser einzuschlagen.
Die Fahrt setzt sich durch einen Folterkeller fort. Ein Mann mit einem Geier auf seinen Schultern bewacht den Schlüssel. Häftlinge drehen unter Peitschenschlägen in einem Göpel ihre Runden und treiben damit einen großen Blasebalg an.
Ein Felsen blockiert die Weiterfahrt. Der Zauberer aus der ersten Szene taucht wieder auf und spaltet mit einem Lichtstrahl aus seinem Zauberstab den Felsen scheinbar in zwei Teile, so dass das Boot hindurchfahren kann. Hinter dem Felsen finden sich die Mitfahrer in einer sternklaren Nacht vor den Mauern eines orientalischen Palastes wieder. In einem Hafen liegt ein großes Handelsschiff und davor ein prächtig geschmücktes weißes Boot. Links in einer Nische knurrt ein großer Tiger.
Nach einer Linkskurve fährt das Boot durch ein Portal hinein in den Palast zunächst vorbei an dessen Harem. Die Räume sind reich und prachtvoll mit Messinggegenständen und Teppichen dekoriert. Ein kleines Orchester spielt orientalisch anmutende Musik. In der Haupthalle des Palastes sitzt der Herrscher auf einem Thron, während um ihn ein Fest gefeiert wird. Eine Bauchtänzerin tanzt auf einer kleinen Bühne, Diener fächeln dem Herrscher mit großen Fächern aus Straußenfedern Luft zu. Am Ende des Thronsaales öffnet sich wieder eine Vorhang, um das Boot durchzulassen. Die Mitfahrer sehen sich nun einem riesenhaften Dschinn gegenüber, der den Schatz des Herrschers bewacht. Das Boot setzt zwischen seinen säulenartigen Beinen hindurch seine Fahrt fort.
Weiter geht es wieder in ein dunkles Gewölbe. Ein letztes Mal erscheint der Zauberer und verschwindet mit einem Lichtblitz und Knall, nachdem er dem Boot den Weg gewiesen hat. Die Reise setzt sich durch ein Tor hinein in einen Sturm fort. Das Wasser beginnt zu brodeln, das Boot kippt ein wenig zur Seite und der Raum scheint sich zu neigen. In der Ferne ist ein weiteres Tor zu erkennen. Am Ende führt der Weg wieder durch einen Dschungel, bevor sich das letzte Tor zur Station öffnet.